# Vega de Espinareda
Vega de Espinareda est une commune d'Espagne dans la province de León, communauté autonome de Castille-et-León. Elle s'étend sur 32,01 km2 et comptait environ 2 281 habitants en 2015.

La ville a été l'étape finale de la Grande Tournée de Radio Nova en 2014. 